# Triploechus bellus
Triploechus bellus är en tvåvingeart som först beskrevs av Philippi 1865.  Triploechus bellus ingår i släktet Triploechus och familjen svävflugor. Inga underarter finns listade i Catalogue of Life.